# Koraalmeervallen
Koraalmeervallen (Plotosidae) zijn een familie van straalvinnige vissen uit de orde van Meervalachtigen (Siluriformes).

## Geslachten
- Anodontiglanis Rendahl, 1922
- Cnidoglanis Günther, 1864
- Euristhmus Ogilby, 1899
- Neosiluroides Allen & Feinberg, 1998
- Neosilurus Steindachner, 1867
- Oloplotosus Weber, 1913
- Paraplotosus Bleeker, 1863
- Plotosus Lacépède, 1803
- Porochilus Weber, 1913
- Tandanus Mitchell, 1838